# Edgeley Park
Der Edgeley Park ist ein Fußballstadion in Edgeley, einem Vorort der englischen Stadt Stockport, Greater Manchester, im Vereinigten Königreich. Es bietet 10.842 Zuschauern Platz und ist die Heimspielstätte des Fußballvereins Stockport County.

## Geschichte
Der Stockport RFC (Rugby League) mietete das heutige Stadiongelände 1891 von der Familie Sykes, Eigentümer der Sykes Bleaching Company. Ursprünglich wurden eine kleine, überdachte Haupttribüne an der Nordseite sowie Stehplatzränge im Osten und Süden errichtet. Die erste Rugbypartie fand am 3. September 1891 statt. 1902 wechselte Stockport County von der Green Lane in den Edgeley Park und wurde zweiter Nutzer der Sportstätte. Das erste Fußballspiel im Edgeley Park fand am 13. September 1902 zwischen Stockport County und Gainsborough Trinity (1:1) statt. Der Stockport RFC wurde 1905 aufgelöst und Stockport County war der einzige Verein im Stadion. In den folgenden Jahren wurden die Tribünen nach und nach erweitert. Ein Brand zerstörte 1935 die hölzerne Haupttribüne, dabei ging auch das Vereinsarchiv von Stockport County zum größten Teil verloren. Ein Jahr später wurde der zerstörte Bau ersetzt. Die Flutlichtanlage wurde erstmals am 16. Oktober 1956 bei einem Freundschaftsspiel gegen den niederländischen Verein Fortuna 54 Geleen (3:0) genutzt. Am 14. Januar 1958 bestritt die englische Fußballnationalmannschaft zwei inoffizielle Freundschaftsspiele im Edgeley Park gegen eine Auswahl von Manchester City (2:2) und die englische U23-Nationalmannschaft (1:0). Ursprünglich sollte an der Maine Road, dem Stadion von Manchester City, gespielt werden, aber der Platz war gefroren. 1977 war der Edgeley Park ein Schauplatz der Feierlichkeiten zum 25. Jubiläum der Regentschaft von Königin Elisabeth II. Vom 2. bis 7. Juli 1978 wurden im Edgeley Park alle Partien der Lacrosse-Weltmeisterschaft ausgetragen.
Die Hintertortribüne Cheadle End wurde 1995 fertiggestellt. 2003 erfolgte die Gründung des Unternehmens Cheshire Sports, eine Dachorganisation mit Stockport County und den Sale Sharks. Beide Vereine teilten sich das Stadion. Die Amateur- und Juniorenmannschaften des Rugbyvereins aus der Nachbarstadt Sale nutzten weiterhin das halb so große Stadion an der Heywood Road. Das Stockport Council kaufte 1995 das Stadion für etwa zwei Mio. £ und vermietete es an den Club zurück, um zu verhindern, dass es abgerissen und saniert wird. 2012 zogen die Sharks in das neue Salford City Stadium um.

### Geplanter Umbau
Im Januar 2020 kaufte der lokale Unternehmer Mark Stott den Club und übernahm auch die Schulden. Er verpflichtete sich, Stockport County wieder in den höherklassigen Fußball zu bringen. Der Club möchte auf lange Sicht in die zweitklassige EFL Championship zurückkehren. Für dieses Ziel braucht der Club ein moderneres Stadion. Im Februar 2022 vereinbarte Stockport County mit dem Eigentümer Stockport Council einen Pachtvertrag über 250 Jahre. Zur Saison 2022/23 stieg man aus der fünftklassigen National League in die EFL League Two auf. Im September des Jahres präsentierte Stockport County Pläne für eine Renovierung und Erweiterung des Edgeley Park. Das Fassungsvermögen soll auf 20.000 Zuschauer etwa verdoppelt werden. Die Erweiterung des Stadions sieht den Neubau der Ost- und der Südtribüne vor, die in der Höhe dem bestehenden Cheadle End ähneln. Der Cheadle End selbst soll nicht ausgebaut werden. Auch eine Erweiterung der Nordtribüne steht auf dem Plan. Seit dem 28. September 2022 laufen Beratungen in zwei Phasen, um Rückmeldung zu den Vorschlägen für die Erweiterung und den Umbau des Edgeley Park einzuholen. Es soll Veranstaltungen für Anwohner und Fans des Clubs geben, um die entstehenden Pläne einsehen und mit dem Architekten und Designern sprechen zu können. Ende des Jahres plant der Club die Einreichung der Bauanträge. Darin werden die groben Pläne für das gesamte Projekt sowie detailliertere Pläne für die Osttribüne vorgelegt. Der erste Umbau soll im Sommer 2023 beginnen.

## Besucherrekord und Zuschauerzahlen
Die höchste Zuschauerzahl wurde 11. Februar 1950 erzielt, als 27.833 Fans das Spiel in der 5. Runde des FA Cup 1949/50 zwischen Stockport County und  FC Liverpool (1:2) verfolgten. Der Besucherrekord in Zeiten moderner Sitzplatzstadien stammt vom 28. Dezember 2008. In der Football League One 2008/09 traf Stockport County vor 10.273 Zuschauern auf Leeds United.
- 2016/17: 3477 (National League North)
- 2017/18: 3433 (National League North)
- 2018/19: 3997 (National League North)

## Tribünen
- Danny Bergara Stand: 2020 Plätze (Nord, Haupttribüne, überdacht)[1]
- Together Family Stand: 2410 Plätze (Süd, Gegentribüne, überdacht)
- Cheadle End: 5058 Plätze (West, Hintertortribüne, überdacht)
- Vitality Railway End Stand: 1354 Plätze (Ost, Hintertortribüne, unüberdacht)

## Galerie

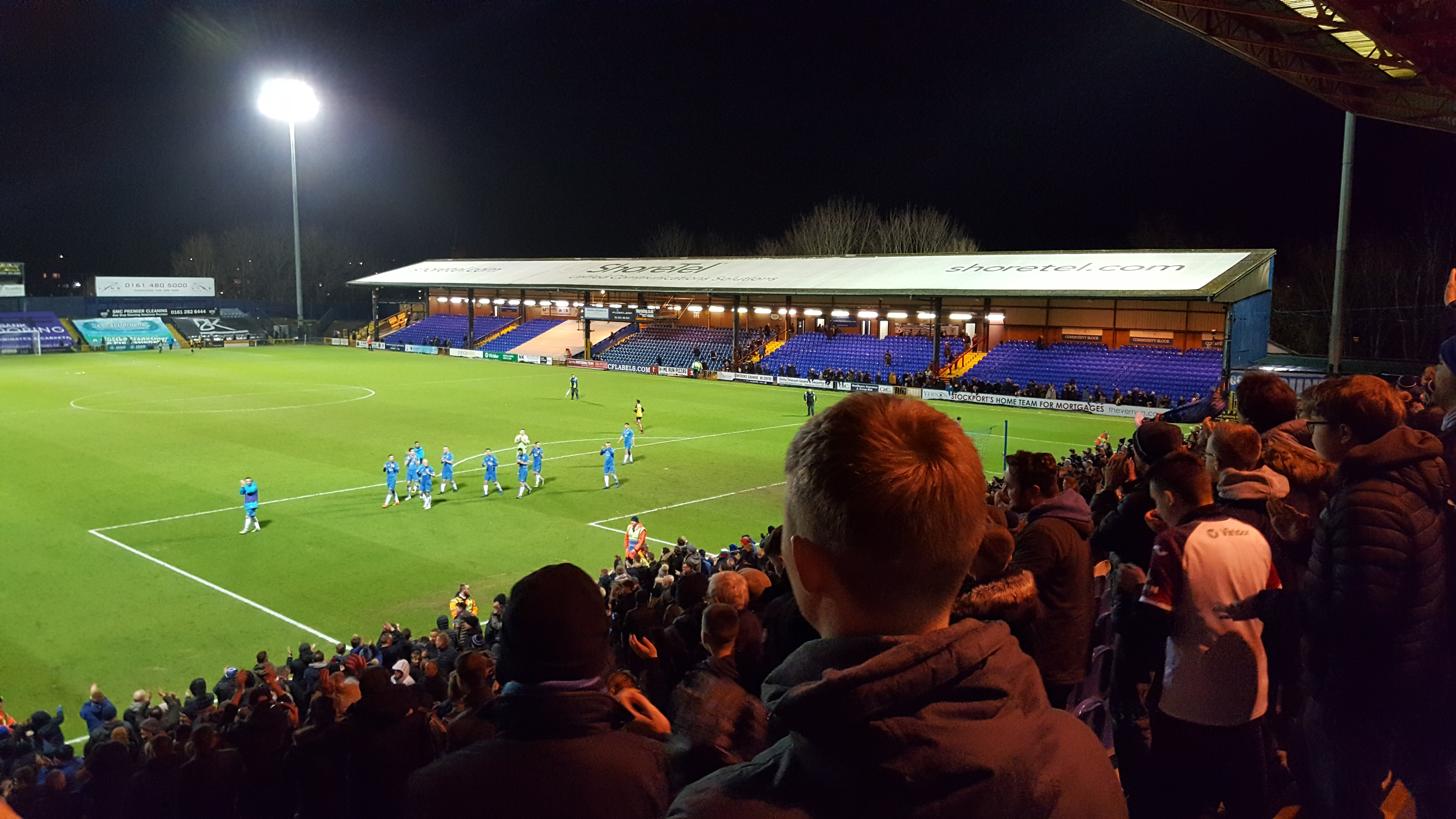
Die Gegentribüne Together Family Stand (Februar 2019)
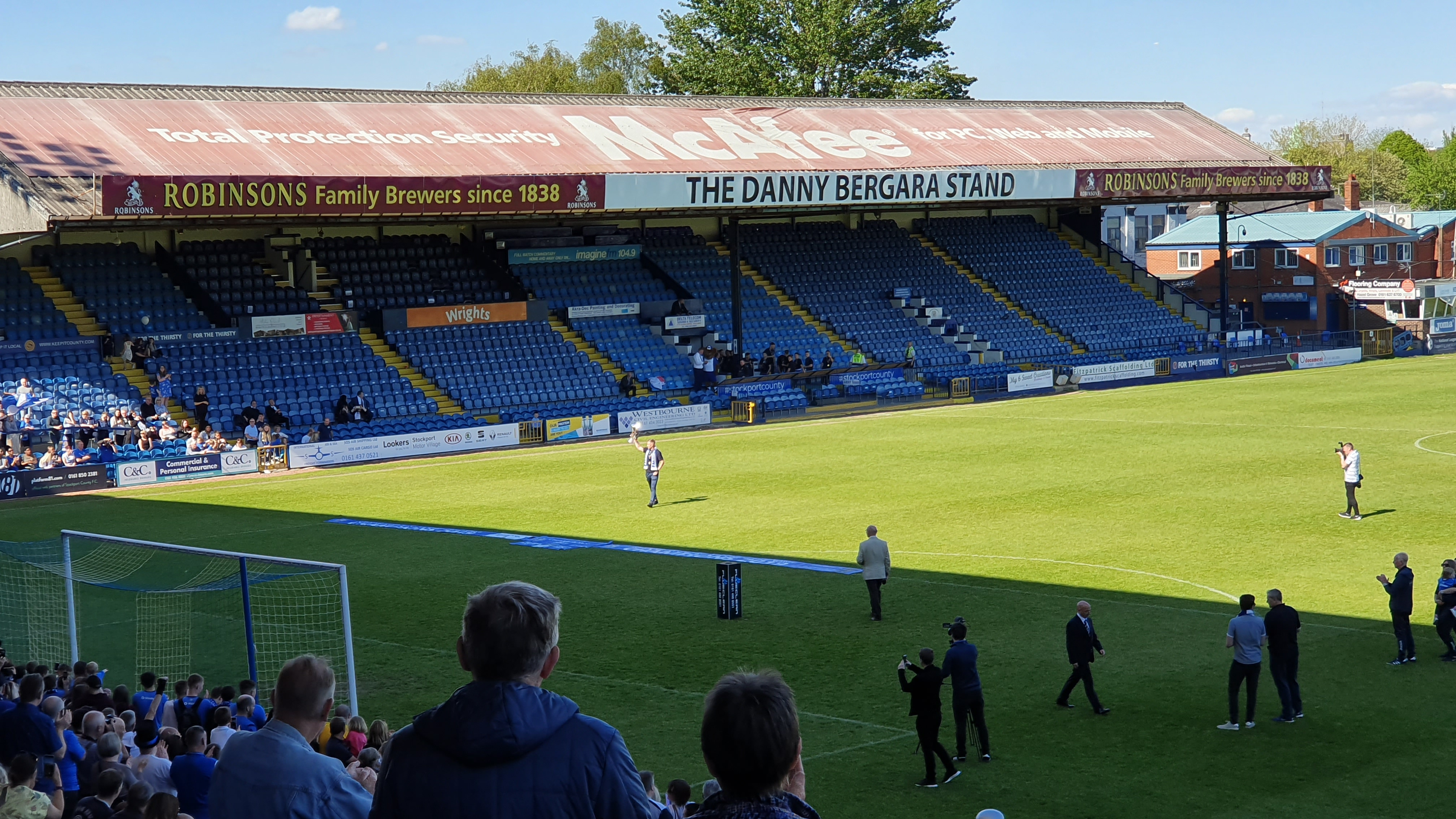
Die Haupttribüne Danny Bergara Stand (Mai 2019)
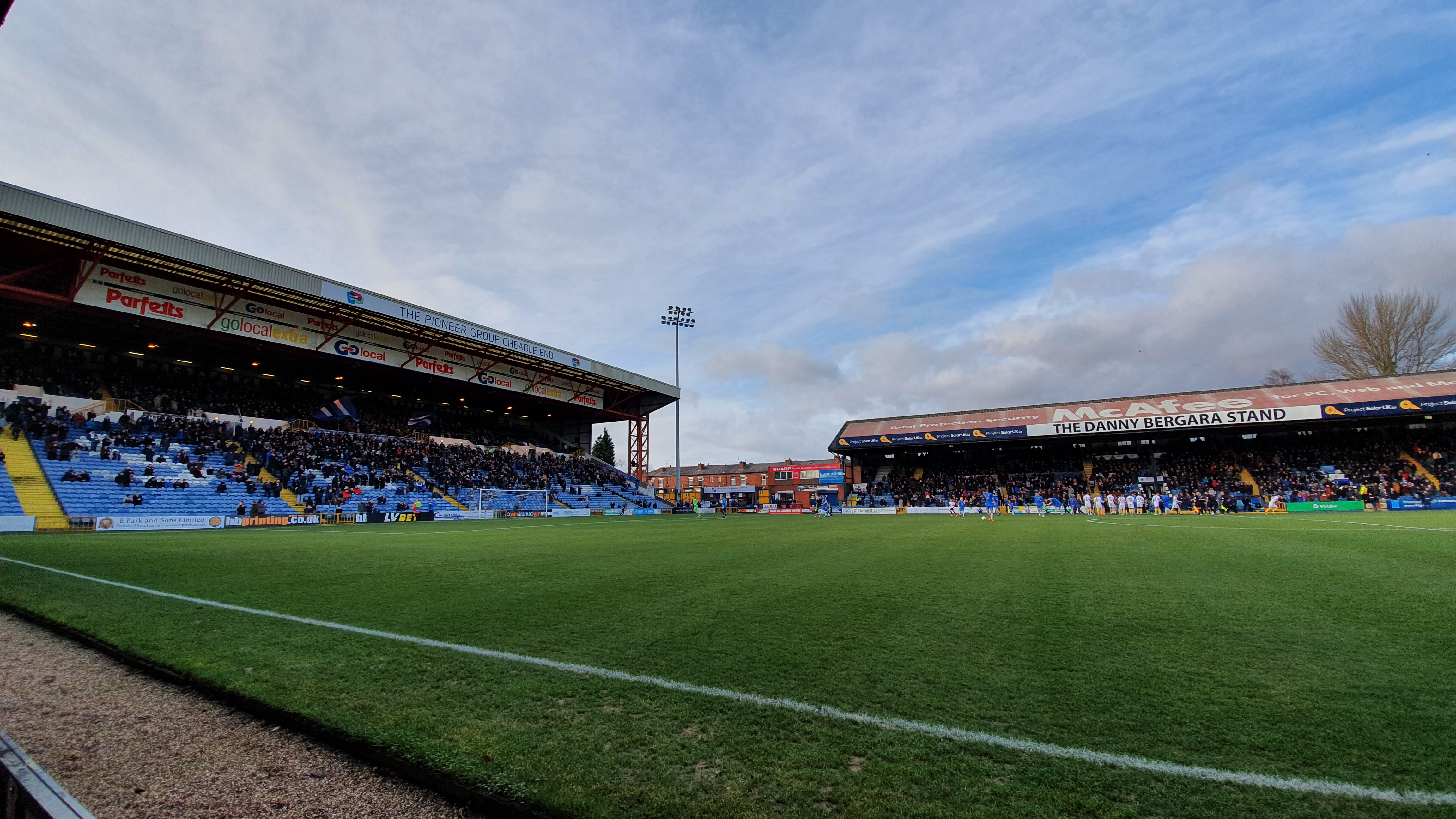
Cheadle End (links) und Danny Bergara Stand (Januar 2020)
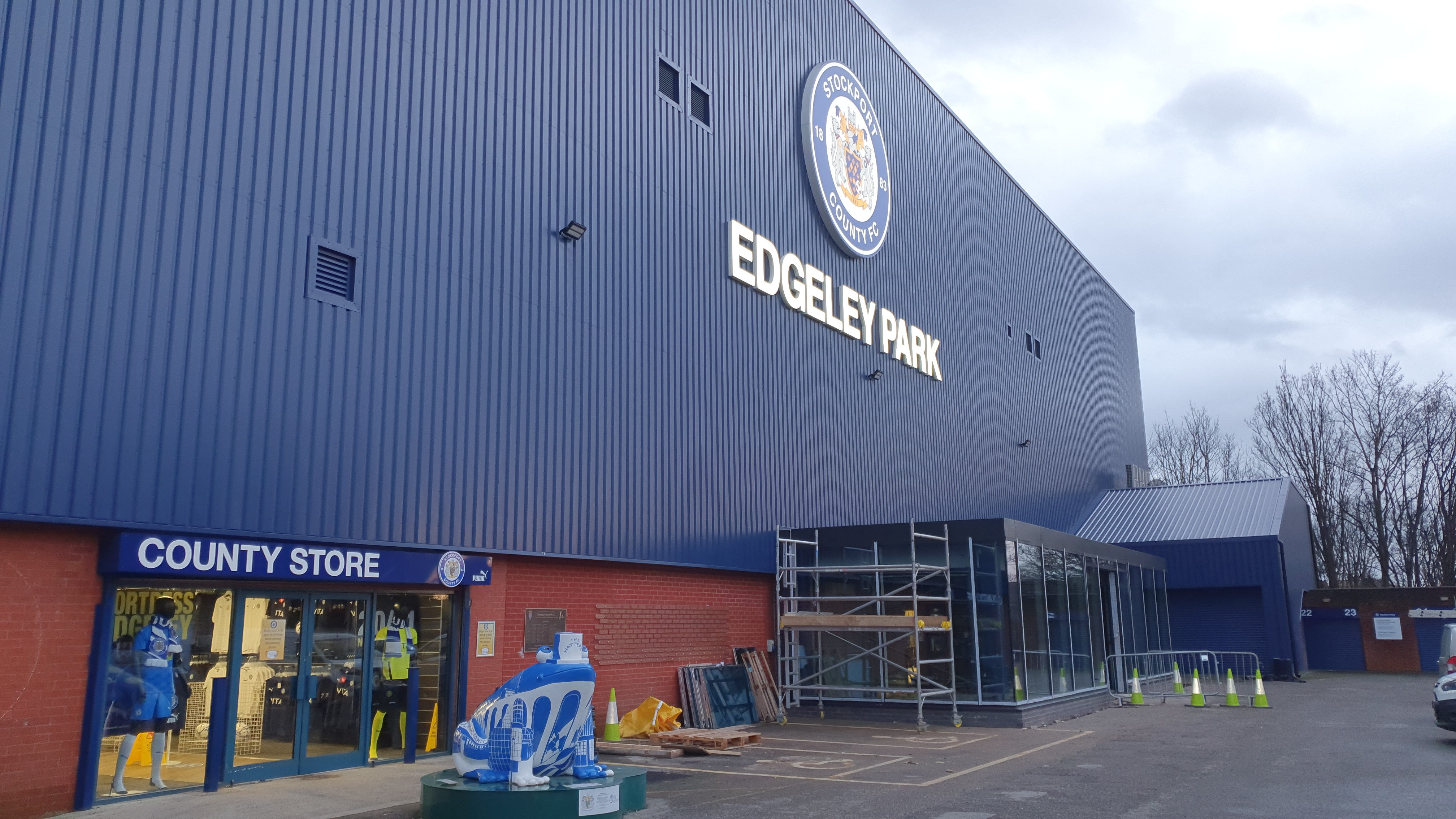
Cheadle End mit neuer Fassadenverkleidung im Dezember 2020
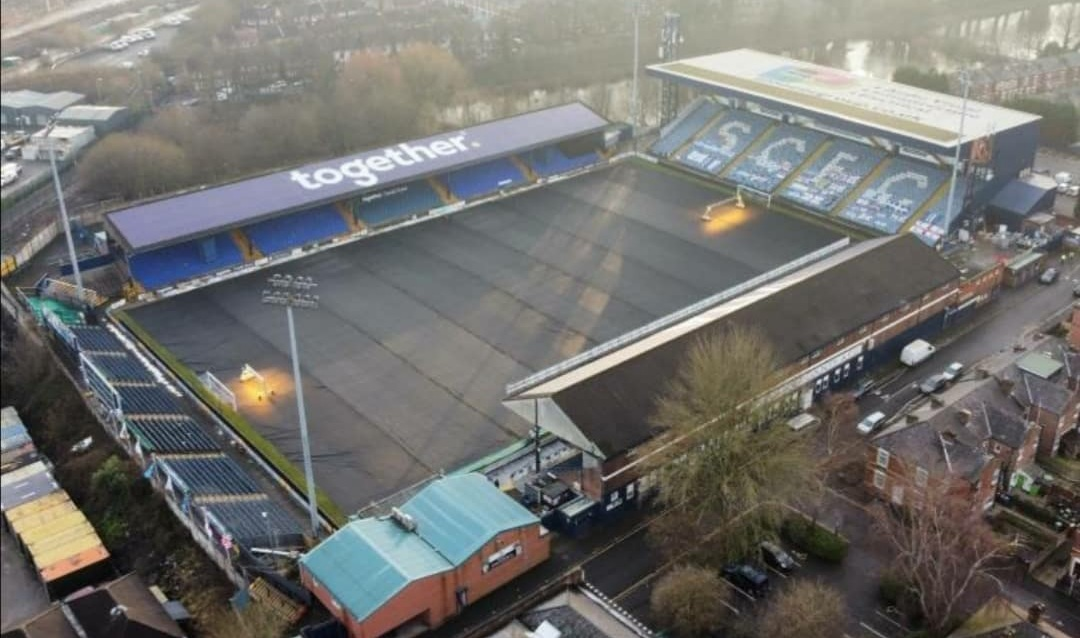
Blick über den Edgeley Park im Januar 2021